# Gelegenheitsverkehr
Unter dem Gelegenheitsverkehr versteht das Personenbeförderungsgesetz (PBefG) in § 46 PBefG verschiedene Fahrtzwecke mit Kraftfahrzeugen, die nicht Linienverkehr darstellen.

## Arten
Zum Gelegenheitsverkehr gehören folgende Arten (§ 46 Abs. 2 PBefG):
- Taxiverkehr (§§ 46 Abs. 2 Nr. 1, 47 PBefG)
- Mietwagenverkehr und Mietomnibusverkehr (§§ 46 Abs. 2 Nr. 3, 49 PBefG)
- Ausflugsfahrten und Ferienziel-Reisen (§§ 46 Abs. 2 Nr. 2, 48 PBefG)
- gebündelter Bedarfsverkehr (§§ 46 Abs. 2 Nr. 4, 50 PBefG)

## Rechtsfragen
Der Gelegenheitsverkehr wird vom Linienverkehr (§ 42 PBefG) abgegrenzt.  Alle Formen des Gelegenheits- und Linienverkehrs unterliegen der Genehmigungspflicht. 
Genehmigungsbehörden sind beim Verkehr mit Kraftomnibussen die Bezirksregierungen, beim Verkehr mit Pkw die Kreisverwaltungsbehörden und beim internationalen Verkehr außerhalb des EU-Raumes (soweit genehmigungspflichtig) das Bundesamt für Logistik und Mobilität (BALM) in Köln (§ 11 PBefG). Dieses weist auch darauf hin, dass auf Fahrten während der Nutzung einer Autobahn generelle Gurtpflicht besteht.
Die Sozialvorschriften und die Vorschriften über die Lenk- und Ruhezeiten finden Anwendung und werden vom Zoll und dem Bundesamt für Logistik und Mobilität (BALM) überwacht. Fahrten im Gelegenheitsverkehr unterliegen einer Aufzeichnungspflicht im Fahrtenbuch, die des Individualverkehrs im Regelfall hingegen nicht.
Die Genehmigung für den Gelegenheitsverkehr mit Omnibussen ist zehn Jahre gültig (§ 16 Abs. 4 1. Alt. PBefG). Die Genehmigung für den sonstigen Gelegenheitsverkehr ist fünf Jahre gültig (§ 16 Abs. 4 2. Alt. PBefG).

## International
Unter Gelegenheitsverkehr versteht man in der Schweiz den Verkehrsdienst, der nicht der Begriffsbestimmung des Linienverkehrs – einschließlich der Sonderformen des Linienverkehrs – entspricht und für den insbesondere kennzeichnend ist, dass auf Initiative eines Auftraggebers oder des Verkehrsunternehmens selbst vorab gebildete Fahrgastgruppen befördert werden. Die Fahrten verlieren danach die Eigenschaft des Gelegenheitsverkehrs auch dann nicht, wenn sie mit einer gewissen Häufigkeit ausgeführt werden. Unter die Definition des Gelegenheitsverkehrs fallen auch die Pendelfahrten mit Unterbringung im grenzüberschreitenden Verkehr nach oder von EU- bzw. EFTA-Staaten, bei denen im Voraus gebildete Reisegruppen an einem gemeinsamen Reiseziel abgesetzt und von dort mit einer späteren Fahrt des gleichen Unternehmens an den gemeinsamen Ausgangspunkt zurückgeführt werden, sofern für die Fahrgäste neben der Beförderungsleistung im Rahmen eines Angebotspaketes die Unterbringung am Zielort vorgesehen ist.
In Österreich heißt das entsprechende Gesetz Gelegenheitsverkehrsgesetz (GelverkG).

## Abgrenzung
Der Gelegenheitsverkehr ist nach dem PBefG ausschließlich auf den Bedarfsverkehr mit Kraftfahrzeugen beschränkt, während der Charterverkehr sich auf alle Transportmittel erstreckt.